# Pterolophia finitima
Pterolophia finitima är en skalbaggsart som beskrevs av Stefan von Breuning 1943. Pterolophia finitima ingår i släktet Pterolophia och familjen långhorningar. Inga underarter finns listade i Catalogue of Life.